# Сфинголипиды
Сфинголипиды — это класс липидов, относящихся к производным алифатических аминоспиртов. Они играют важную роль в передаче клеточного сигнала и в клеточном распознавании. Особенно богата сфинголипидами нервная ткань.

## Структура
Основу сфинголипидов составляет сфингозин, связанный амидной связью с ацильной группой (например, с жирной кислотой). При этом несколько возможных радикалов связаны со сфингозином за счёт эфирной связи. Простейший представитель сфинголипидов — церамид.

## Типы
Существует 3 основных типа сфинголипидов:
1. Церамиды — это наиболее простые сфинголипиды. Они содержат только сфингозин, соединённый с жирнокислотным ацильным остатком.
2. Сфингомиелины содержат заряженную полярную группу, такую как фосфохолин или фосфоэтаноламин.
3. Гликосфинголипиды содержат церамид, этерифицированный по 1-гидрокси-группе остатком сахара. В зависимости от сахара гликосфинголипиды подразделяются на цереброзиды и ганглиозиды.
  1. Цереброзиды содержат в качестве остатка сахара глюкозу или галактозу. Содержатся преимущественно в белом веществе головного мозга.
  2. Ганглиозиды содержат трисахарид, причём один из них всегда сиаловая кислота.

## Заболевания
Существует несколько заболеваний, связанных с нарушенным метаболизмом сфинголипидов (сфинголипидозы). Наиболее распространённая из них — это болезнь Гоше.